# Çaltıözü, Fethiye
Çaltıözü là một xã thuộc huyện Fethiye, tỉnh Muğla, Thổ Nhĩ Kỳ. Dân số thời điểm năm 2011 là 913 người.